# Хэмптон-Роудс Эдмиралс
«Хэмптон-Роудс Эдмиралс» (англ. Hampton Roads Admirals) — профессиональная хоккейная команда, выступавшая в Хоккейной лиге Восточного побережья (ECHL). Они играли в Норфолке, штат Виргиния, на арене «Норфолк Скоуп» с 1989 по 2000 год. 
Команда выиграла Кубок Райли в 1991 и 1992 годах и Кубок Келли в 1998 году. По количеству трёх чемпионских титулов с ними сравнялись только «Аляска Эйсез», «Флорида Эверблэйдс» и «Саут Каролина Стингрейс».

## Тренеры команды
- Джон Брофи (1989—2000)